# Α-Hydroxyisovalerová kyselina
Kyselina α-hydroxyizovalerová (tj. 2-hydroxyizovalerová neboli 2-hydroxy-3-methylbutanová) je organická sloučenina, α-hydroxykyselina, se vzorcem (CH₃)₂CH-CH(OH)-COOH.
Může se objevit v moči při laktacidóze, ketoacidóze, jiných acidémiích nebo fenylketonurii.
Její D- (R) enantiomer je je obsažen ve strukturním motivu valinomycinu.